# João Dalasseno Rogério
João Rogério (em grego: Ιωάννης Ρογέριος; romaniz.: Ioánnes Rogérios), também conhecido como João Dalasseno (em grego: Ιωάννης Δαλασσηνός; romaniz.: Ioánnes Dalassenós), foi um aristocrata bizantino de ascendência normanda, genro do imperador bizantino João II Comneno (r. 1118–1143) e césar. Em 1143, ele sem-sucesso conspirou para tomar o trono de Manuel I Comneno (r. 1143–1180)

## Biografia

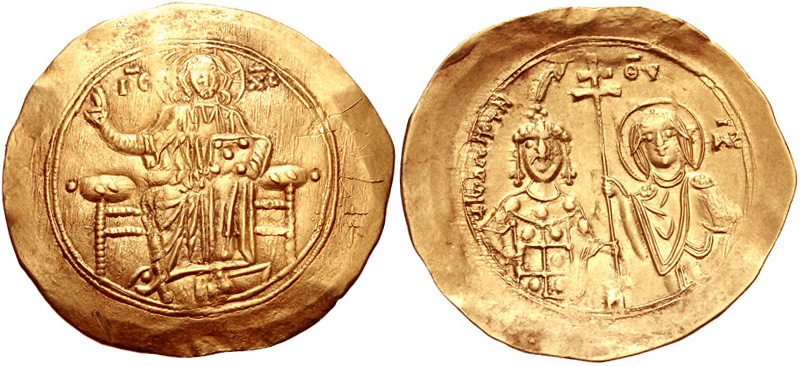
Hipérpiro escifato de r.

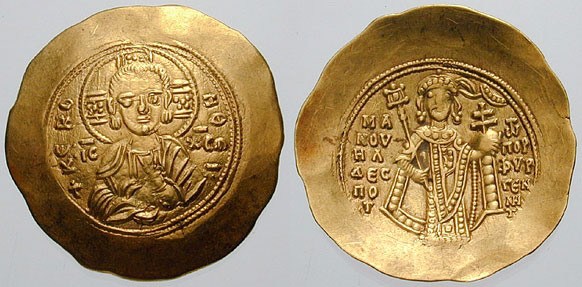
Hipérpiro escifato de r.

João Rogério era filho de um certo Rogério, um normando que desertou para o Império Bizantino durante as guerras bizantino-normandas e entrou em serviço imperial, e uma dama de nome desconhecido da família Dalasseno. João evidentemente preferiu usar o sobrenome mais prestigioso da família de sua mãe, que é encontrado em selos, mas os historiadores, de João Cinamo para os estudioso modernos, frequentemente usam sua patronímica normanda. Apesar do seu sangue Dalasseno, Rogério já era um parente da dinastia comnena reinante, e sua ligação foi reforçada quando casou-se com a filha mais velho de João, Maria, e foi elevado à posição de césar.
Sua vida e, no entanto, obscura até 1143, quando, com a morte de João II, conspirou para usurpar o trono de Manuel I Comneno (r. 1143–1180). Ele gozou algum suporte dentro da nobreza, acima de tudo entre os vários normandos na capital imperial, o mais proeminente deles era o exilado príncipe de Cápua, Roberto II. Sua esposa, contudo, era leal a seu irmão e relatou a conspiração a ele, que enganou João a deixar a capital e prendeu. João foi logo perdoado e restaurado em sua posição, aproximadamente na mesma época que Maria morreu cerca de 1146, uma vez que é registrado como um dos participantes de um sínodo presidido no Palácio de Blaquerna em fevereiro de 1147.
Em 1152, é registrado como governador de Estrúmica, no vale superior do rio Vardar. No mesmo ano, foi enviado para Antioquia como um candidato imperial para a mão da viúva de Raimundo (r. 1136–1149) e regente do Principado de Antioquia, Constança (r. 1131–1160). Apesar de seu título elevado e ascendência normanda, Constança achou-o muito velho e pouco atraente, e rejeitou-o em favor de Reinaldo de Châtillon. João retornou para o império e retirou-se para um mosteiro, onde morreu em data desconhecida (possivelmente após 1166).

### Família
De seu casamento com Maria, João teve quatro filhos:
- Andrônico Comneno (morreu em 1191);
- Aleixo Comneno;
- Ana Comnena, que casou-se com o general Aleixo Petralifa;
- Teodora Comnena, que casou-se com João Contostefano, irmão do mega-duque Andrônico Contostefano.